# The Simpsons: Hit & Run
The Simpsons: Hit & Run (с англ. — «Симпсоны: Бей и Беги») — компьютерная игра в жанре action-adventure с большим уклоном в сторону аркадного автосимулятора, являющаяся спин-оффом американского мультсериала «Симпсоны». Двадцать вторая игра из серии игр, выпускаемых на основе «Симпсонов». Игра была выпущена на платформах PlayStation 2, GameCube, Xbox и PC 16 сентября 2003 года в США и 24 октября 2003 года в Европе. Игра была разработана канадской компанией Radical Entertainment и выпущена французской компанией Vivendi Universal Games. Сюжет и все диалоги игры были написаны командой, ответственной за создание мультсериала, а все персонажи были озвучены теми же людьми, которые озвучивают их в «Симпсонах». В России игра впервые была выпущена компанией «СофтКлаб» в оригинальной английской версии, но с документацией полностью на русском языке.
В игре рассказывается о семье Симпсонов и горожанах Спрингфилда, которые сталкиваются со странными событиями, происходящими в городе. Впоследствии Симпсоны выясняют, что пришельцы Кэнг и Кодос снимают реалити-шоу, в главной роли которого выступает население Спрингфилда. Чтобы сделать шоу более интересным, пришельцы вливают напиток Базз Кола (англ. Buzz Colа) в водохранилище Спрингфилда, отчего люди, выпившие его, сходят с ума. Но с помощью Профессора Фринка Гомеру Симпсону удаётся разрушить корабль пришельцев, в результате чего Спрингфилд и его жители приходят в норму.
Игра получила довольно хорошие оценки от игровых критиков. Больше всего им понравилась сама идея интерпретации мультсериала в качестве компьютерной игры, а также то, что она является пародией на игру Grand Theft Auto III. Также положительные отзывы были направлены в сторону геймплея и графики игры. В 2004 году The Simpsons: Hit & Run стала лучшей компьютерной игрой года по версии фестиваля «Nickelodeon Australian Kids' Choice Awards». На июнь 2007 года по всему миру было продано более трёх миллионов копий игры.

## Игровой процесс

Игровой процесс The Simpsons: Hit & Run (скриншот вверху) и игровой процесс Grand Theft Auto III (аналогичный скриншот внизу)

В игре семь уровней, каждый из которых имеет собственный сюжет и набор миссий. На каждом уровне игрок может управлять только одним определённым персонажем. Всего их пять: Гомер Симпсон, Барт Симпсон, Лиза Симпсон, Мардж Симпсон и Апу Нахасапимапетилон. Игрок управляет персонажем с видом от третьего лица как при передвижении с помощью автомобиля, так и без него, причём приблизить/отдалить камеру или играть от первого лица невозможно. При передвижении без транспортного средства персонаж, управляемый игроком, может ходить, бегать и атаковать другие объекты. В игре нет стрелкового и холодного оружия; единственным средством атаки является ближний рукопашный бой. Есть три типа рукопашной атаки: удар ногой, удар ногой в воздухе и сокрушительный удар (супер-удар). Супер-удар является комбо-ударом, для его выполнения нужно совершить последовательность действий. Особенностью данного комбо-приёма является то, что он убивает врагов с одного удара. Вместо того, чтобы силой отбирать автомобиль у любого проезжающего мимо жителя Спрингфилда (одна из особенностей игры Grand Theft Auto III), игрок просто садится к нему на место пассажира (управление автомобилем при этом находится в руках у игрока); так же можно воспользоваться телефонной будкой и выбрать нужный автомобиль, после чего он появится рядом с персонажем. Многие миссии игры, в которых нужно ездить на автомобиле, также очень похожи на миссии в Grand Theft Auto III. В обеих играх игрок участвует в гонках с другими персонажами, собирает предметы, пока не кончится время, отведённое на миссию, и врезается в другие машины. Но несмотря на жанр игры и её схожесть с серией GTA, в игре нет ни игрового опыта, ни игровых достижений.
The Simpsons: Hit & Run относится к играм-песочницам, поэтому особый акцент сделан на вождение автомобиля. Игрок может агрессивно вести себя, например: драться с пешеходами, взрывать автомобили и уничтожать окружающий его игровой мир. В The Simpsons: Hit & Run присутствует предупреждающий счётчик, который активируется, когда полиция пытается поймать игрока за плохое поведение. Он расположен в правом нижнем углу вокруг радара и начинает заполняться и мерцать красно-синим цветом, когда игрок переезжает людей и уничтожает различные объекты. Когда шкала счётчика становится полной, полиция будет пытаться поймать персонажа.
На каждом уровне есть предметы, которые игрок может собирать, например, монеты. Их персонаж зарабатывает при разрушении различных объектов окружающего мира, в том числе уничтожении вражеских ос-роботов. Впоследствии монеты можно будет использовать для покупки новых машин и костюмов, нужных для того, чтобы продвинуться дальше по игре. Также в The Simpsons: Hit & Run есть коллекционные карточки из шоу Щекотки и Царапки. Собрав все 49 (по семь на каждом уровне), игрок сможет посмотреть специальное бонус-видео «Шоу Щекотки и Царапки».
Внутриигровые деньги (монеты) играют роль очков жизни персонажа. Однако персонаж не может умереть, даже если монеты отсутствуют; существует только две ситуации, которые теоретически могут привести персонажа к смерти. Первая — взорваться в машине, но это невозможно, так как персонаж автоматически выпрыгнет из неё, если она горит. Вторая — умереть от тока, которым стреляют в персонажа осы-роботы. Но это тоже невозможно, так как удар током отнимает у персонажа только 5 монет, но не жизнь. Если же у игрока нет монет, оса просто будет стрелять в него, но ничего не будет происходить. Если игрок находится близко к машинам полиции на определённый период времени и за ним в этот момент идёт погоня, персонажа оштрафуют на 50 монет. Если же у игрока есть меньшее количество денег, то полиция заберёт их в полном объёме; если их нет вообще, то полиция выпишет штраф, но денег требовать не будет.

## Мультиплеер
Во всех версиях The Simpsons: Hit & Run присутствует возможность многопользовательской игры на одном персональном компьютере или приставке. Такой режим игры поддерживает до 4-х пользователей включительно на одной карте. Для игры у каждого из игроков должен быть свой геймпад или клавиатура. Всего карт 7, каждая карта открывается только при том условии, если игрок собрал на определённом уровне все коллекционные карточки. Несколько человек могут играть одновременно только в одном режиме — гонках.
Перед началом заезда игрокам даётся возможность выбрать одну из открытых трасс, количество кругов, персонажей, за которых они будут играть и машины, на которых они будут соревноваться. После этого игровая камера фиксируется в высоте, обеспечивая тем самым видимость всей трассы. Как во многих других играх, экран не делится пополам и остаётся целым.

## Сюжет
Сюжет игры полностью линейный, хоть в игре и присутствуют необязательные миссии, целью которых является победа в гонке с различными персонажами игры. Разработчики сочинили полностью новый сюжет, который не имеет аналогов в сериале «Симпсоны», при этом в игре присутствует большое количество отсылок к 14-ти вышедшим на момент её выпуска сезонам мультсериала. Также сюжет игры не связан с другими играми серии. Все персонажи, появляющиеся в игре, присутствуют и в мультсериале.
Действие всей игры происходит в городе Спрингфилд, который служит основным местом действия мультсериала «Симпсоны». В городе внезапно начинают происходить странные вещи; в самом начале игры над городом собирается рой ос-роботов. На первых двух уровнях игры сюжет протекает очень медленно и не несёт почти никакой важной информации. С конца второго уровня сюжет начинает развиваться. Барта Симпсона, одного из главных героев мультсериала, похищает луч, исходящий из инопланетной тарелки. Вдруг Лиза узнаёт, что её брат пропал и решает найти Барта, пытаясь найти какую-нибудь информацию о случившемся в городе. Она узнаёт, что чёрные седаны, которые недавно появились в городе, связаны с исчезновением её брата. Вскоре она находит Барта на одном из кораблей в гавани Спрингфилда. Он не помнит, что с ним произошло, говорит неразборчиво, упоминая седаны и «Новую и улучшенную Базз Колу», которая недавно была запущена в производство фирмой Клоуна Красти, известного телеведущего и комика в городе. Мардж, мама Барта, решает выяснить, что с ним случилось. Когда она исследует круг, появившийся на поле у фермера Клетуса Спаклера, дедушка Барта Абрахам Симпсон говорит ей, что этот круг является копией логотипа Базз Колы. Мардж даёт банку колы Барту, от чего он выходит из ступора и рассказывает, что новая Базз Кола сделана пришельцами и она управляет разумом людей. Мардж решает очистить Спрингфилд от колы, но все её усилия остаются тщетными, а кола остаётся такой же популярной, как и раньше.
Владелец магазина «На скорую руку» Апу, один из второстепенных персонажей мультсериала, вдохновлённый поступками Мардж и сожалеющий о том, что продавал колу, решает выяснить, откуда она берётся. Преступник-рецидивист Спрингфилда Змей Джейлбёрд рассказывает ему о том, что грузовики с колой зарегистрированы в Спрингфилдском Музее Естествознания. Апу и Барт проникают в музей и находят там метеорит, который и является источником получения колы. Они подслушивают разговор между пришельцами Кэнгом и Кодосом, которые оказываются виновными в происходящем. Апу и Барт узнают, что камеры на осах-роботах снимают абсурдную жизнь Спрингфилда для интергалактического реалити-шоу «Foolish Earthlings» (рус. Глупые Земляне). Пришельцы используют колу, чтобы сделать людей сумасшедшими. После этого Кэнг и Кодос планируют раздать горожанам лазерные пушки, чтобы в городе началась жестокая бойня, которая привлечёт большое количество зрителей.
Апу боится пришельцев и отказывается помогать Барту дальше, поэтому он сам решает расстроить планы Кэнга и Кодоса. Он просит помощи у Красти, но тот говорит Барту, что он уже помог пивоварне Спрингфилда, ответственной за производство пива «Дафф», открыть по всему городу стенды с бесплатными лазерными пушками. После этого Барт отправляется за помощью к отцу Гомеру, и они вместе преследуют Кэнга и Кодоса до пивоварни. Пришельцам удаётся сбежать, но перед этим они рассказывают, что уже выпустили Базз Колу в водохранилище Спрингфилда. После того, как кола впитывается в землю кладбища, на улицы Спрингфилда выходят зомби. Когда Гомер собирает необходимые вещи и продукты для того, чтобы защитить семью и дом от зомби-мародёров, он решает преследовать чёрный седан (который, как он думает, принадлежит пришельцам), который приводит его к Спрингфилдской атомной электростанции. Как выясняется, седан принадлежит Профессору Фринку, который обнаружил слабость пришельцев: радиоактивные отходы. Он решает использовать луч инопланетной тарелки для втягивания в неё машины, нагруженной бочками с отходами. Луч втягивает в корабль четыре автомобиля, нагруженных отходами, в том числе и машину Фринка. Корабль взрывается, и на следующий день Спрингфилд приходит в норму.

## Игровой движок
| Системные требования | Системные требования                                                                                 | Системные требования                                                                                 |
| -------------------- | --- | --- |
|                      | Минимальные                                                                                          | Рекомендуемые                                                                                        |
| Wintel               | | |
| ОС                   | Windows 98/МЕ/2000/XP/Vista                                                                          | Windows 98/МЕ/2000/XP/Vista                                                                          |
| ЦПУ                  | Pentium III или аналогичный AMD 700 МГц                                                              | Pentium III/Athlon 1 ГГц                                                                             |
| Объём ОЗУ            | 192 Мб                                                                                               | 256 Мб                                                                                               |
| Место на диске       | 1.5 Гб                                                                                               | 1.9 Гб                                                                                               |
| Видеокарта           | Direct3D 8.1-совместимая видеокарта с 32 Мб видеопамяти и аппаратной поддержкой Transform & Lighting | Direct3D 8.1-совместимая видеокарта с 32 Мб видеопамяти и аппаратной поддержкой Transform & Lighting |
| Звуковая плата       | DirectX 8.1-совместимая                                                                              | DirectX 8.1-совместимая                                                                              |
| Устройства ввода     | клавиатура, компьютерная мышь                                                                        | 12-кнопочный аналоговый геймпад с двойным стиком, джойстик или руль                                  |

В основе The Simpsons: Hit & Run лежит модифицированная версия игрового движка Copperhead Technology, разработанного Radical Entertainment совместно с Touchdown Entertainment, технологическим филиалом Monolith Productions. Движок ранее использовался в игре «Hulk», также разработанной Radical Entertainment.
The Simpsons: Hit & Run полностью сделана с использованием полигональной трёхмерной графики и в отличие от более новой игры, основанной на Симпсонах, The Simpsons Game, Hit & Run не использует цел-шейдеры.
Версия игры, вышедшая для приставки Xbox, поддерживает обратную совместимость с Xbox 360 и игру можно запустить на ней с помощью официального бесплатного эмулятора в разрешении 480p.
В 2024 году энтузиасты портировали игру на PS Vita и Nintendo Switch.

## Саундтрек
Саундтрек к The Simpsons: Hit & Run был создан композитором Марком Бэрилом (англ. Marc Baril). В большинстве своём он представляет собой различные версии ремиксов, сделанных на заглавную тему мультсериала Симпсоны, написанную Дэнни Эльфманом (англ. Danny Elfman) в 1989 году. Дополнительную музыкальную поддержку оказывали композиторы Аллан Леви и Джефф Тимощук.
Также в игре присутствуют мелодии, написанные специально для игры за какого-то определённого персонажа. Например, играя за Барта, игрок услышит хард-рок, а за Лизу — мелодии из фильмов 60-х годов с использованием саксофона.
Вся музыка игры запакована в файловый формат RCF, который невозможно открыть с помощью обычных архиваторов. Этот формат был разработан Radical Entertainment и использовался в других играх компании, таких как Scarface: The World is Yours и Prototype.

## Пасхальные яйца
В игре The Simpsons: Hit & Run присутствует небольшое количество пасхальных яиц. Данные пасхальные яйца присутствуют во всех версиях игры, выходивших как для ПК, так и для разных консолей. Все пасхальные яйца связаны с изменением главного меню игры, — игра считывает системное время (ПК или консоли) и если наступает определённая дата, то в соответствии с этим изменяет главное меню. В частности:
- 31 октября (Хеллоуин) — в главном меню появятся «светильники Джека», скелеты и паутина[24][25].
- 26 ноября (День благодарения) — в главном меню на диване появится индейка, а на Гомере будет надета шапка пилигрима[25][26].
- 25 декабря (Рождество) — в главном меню будет стоять рождественская ёлка, а на Гомере будет надета шапка Санта-Клауса[25][27].

## Разработка и выход игры
Разработчик игры — компания Radical Entertainment — получила права на создание игр по мультсериалу The Simpsons, когда продемонстрировала играемый прототип. Её первой игрой по Симпсонам стала The Simpsons Road Rage, вышедшая в 2001 году. Игра являлась пародией на серию игр Crazy Taxi. После того, как Road Rage был выпущен, команда разработчиков, ответственная за Hit & Run, решила не создавать прямое продолжение Road Rage, решив направить игру совершенно в другое русло, полностью переделав игровой движок. Разработчики решили, что ко всему, кроме вождения из Road Rage, нужен новый подход; в Hit & Run был представлен искусственный интеллект, управляющий машинами на дорогах, с помощью которого они стали лучше реагировать на действия игрока на дороге. Также разработчики решили добавить в игру возможность выходить из машины и исследовать город без неё, чтобы игрок получил ещё большее ощущение пребывания в городе Спрингфилд.
Когда разрабатывалась игра, команда решила добавить в неё примечательные места из Спрингфилда. Игрок может побывать в некоторых из них, включая магазин «На скорую руку», Таверну Мо, Спрингфилдскую начальную школу и магазин комиксов «Подземелье андроидов и бейсбольные карточки». 20th Century Fox, Gracie Films и создатель Симпсонов Мэтт Грейнинг сыграли важные роли в разработке игры, сумев помочь перенести вселенную Симпсонов в 3D. Все диалоги персонажей были озвучены командой, ответственной за озвучивание персонажей в мультсериале, а авторы сценариев для мультсериала написали весь сюжет для игры, включая диалоги. Тим Ремедж (англ. Tim Ramage) из Vivendi Universal сказал, что он очень рад, что у них появилась возможность поработать с командой, работающей над Симпсонами.
The Simpsons: Hit & Run была официально анонсирована 24 апреля 2003 года на выставке Electronic Entertainment Expo 2003. Vivendi Universal раскрыла много фактов и деталей касательно разрабатываемых игр, в том числе и Hit & Run. Были показаны первые скриншоты и упомянуты ключевые особенности игры.
16 сентября 2003 года Vivendi Universal объявила о начале продаж игры в Америке для игровых платформ PlayStation 2, GameCube и Xbox. 31 октября 2003 года игра вышла в Европе на PlayStation 2, GameCube и Xbox. На ПК игра вышла 13 ноября 2003 года в Америке и 21 ноября 2003 года в Европе.
В Северной Америке и Европе игра была доступна для всех платформ (PS2, GameCube, Xbox и PC). В Австралии — только для PlayStation 2, а в Японии — только для Xbox.

## Отзывы и награды
| Сводный рейтинг       | Сводный рейтинг     | Сводный рейтинг     | Сводный рейтинг     | Сводный рейтинг     |
| Издание               | Оценка              | Оценка              | Оценка              | Оценка              |
| Издание               | GC                  | PC                  | PS2                 | Xbox                |
| --------------------- | ------------------- | ------------------- | ------------------- | ------------------- |
| GameRankings          | 80,41 %             | 78,36 %             | 77,83 %             | 80,16 %             |
| Metacritic            | 79 % (28 обзоров)   | 82 % (21 обзор)     | 78 % (35 обзоров)   | 81 % (30 обзоров)   |
| MobyRank              | 79/100 (15 обзоров) | 78/100 (17 обзоров) | 77/100 (16 обзоров) | 80/100 (16 обзоров) |
| Иноязычные издания    |                     |                     |                     |                     |
| Издание               | Оценка              | Оценка              | Оценка              | Оценка              |
| Издание               | GC                  | PC                  | PS2                 | Xbox                |
| Eurogamer             |                     |                     | 5/10                |                     |
| Game Informer         | 85 %                |                     |                     |                     |
| GameRevolution        |                     |                     |                     | B                   |
| GameSpot              |                     | 8 из 10             |                     |                     |
| GameSpy               |                     |                     | [ 13 ]              |                     |
| IGN                   |                     |                     |                     | 8/10                |
| OXM                   |                     |                     |                     | 88 %                |
| Play (UK)             |                     |                     |                     | 83 %                |
| TeamXbox              |                     |                     |                     | 80 %                |
| Русскоязычные издания |                     |                     |                     |                     |
| Издание               | Оценка              | Оценка              | Оценка              | Оценка              |
| Издание               | GC                  | PC                  | PS2                 | Xbox                |
| Absolute Games        |                     | 85 %                |                     |                     |
| «Домашний ПК»         |                     | [ 61 ]              |                     |                     |
| «Страна игр»          |                     | 6/10                |                     |                     |

### Рецензии игры в англоязычной прессе
Популярный игровой ресурс GameSpot поставил The Simpsons: Hit & Run 8 баллов из 10, отметив то, что Спрингфилд в игре — самый точный и правильно сделанный из всех игр про Симпсонов. Также в рецензии было отмечено то, что геймплей в игре очень увлекательный, а юмор в игре основан на многих отличных самопародирующих шутках.
Игровой ресурс GameSpy выставил игре 4 балла из 5, отметив то, что она «очень и очень забавная» и то, как ловко игра сумела высмеять Grand Theft Auto. Также обозреватель намекнул на то, что Hit & Run сумела улучшить некоторые аспекты геймплея, позаимственные из Grand Theft Auto, включая мгновенные перезапуски миссий, улучшенную систему управления и лёгкий доступ к коллекции транспортных средств.
Американский ежемесячный журнал о видеоиграх Official Xbox Magazine поставил игре оценку в 8,8 баллов из 10, сказав, что игра сумела правильно повторить мультсериал. Журнал назвал Hit & Run отличной игрой, а также упомянул, что она является «блестящим» клоном Grand Theft Auto.
Английский игровой журнал Play оценил игру в 8,3 балла из 10, посчитав игру «мультсериалом в реальном времени» и также назвав её «по-настоящему хорошим кроссоверным продуктом» Журнал Play также высоко оценил виртуальный мир игры, назвав его «грандиозным в своём масштабе» и упомянув то, «как искусно он был изображён».
Американский журнал Game Informer поставил Hit & Run 8,5 баллов из 10, назвав её «изумительной, и никак иначе».
Популярный игровой сайт о платформе Xbox — TeamXbox, — поставил игре 8 баллов из 10. Обозревателю понравилось то, что разработчики не стали использовать цел-шейдеры. Главным минусом обозреватель посчитал маленькую продолжительность игры. В завершении своей рецензии он назвал игру лучшей из всех когда-либо сделанных игр по Симпсонам.
В развлекательной газете Variety журналисты отметили тот факт, что Hit & Run является первой игрой по Симпсонам, юмор в которой сравним с тем, который присутствует в мультсериале.
Американский ресурс GameZone, специализирующийся на мультиплатформенных компьютерных играх, поставил игре 8,6 баллов из 10. Обозревателю понравилась музыка и графика игры, которую он назвал великолепной, а также физика автомобилей, которая понравилась ему больше, чем в серии игр GTA. Не понравилось рецензенту неоригинальность игры и заимствование идей из GTA.
Крупнейший ресурс, посвящённый индустрии развлечений, IGN, поставил игре 8 баллов из 10. Обозревателю, который назвал игру «просто великолепной», особенно понравилось сочетание вселенной Симпсонов с геймлеем Grand Theft Auto. В минусы были записаны баги, из-за которых иногда машина игрока или оппонента застревает и не может двигаться.
Игровой ресурс Game Revolution поставил игре 7,5 баллов из 10, отметив, что в игры есть проблемы в геймплее и графические дефекты, включая странное поведение искусственного интеллекта и проблемы с камерой в игре, которые помешали общему впечатлению от игры.
Европейский игровой сайт Eurogamer поставил игре одну из самых плохих оценок — 5 баллов из 10. Рецензенту не понравилась завышенная сложность некоторых миссий, плохая камера в игре и геймдизайн. В завершении он отметил, что намного лучше потратить деньги на DVD с мультсериалом Симпсоны, чем играть в игру.
Игровой сайт Firing Squad оценил игру в 8 баллов из 10. В своём подробном шестистраничном ревью обозревателю понравилось то, как хорошо в игре выглядит город Спрингфилд, а также саундтрек, который он назвал отличным. Обозревателю не понравилась однообразность миссий (хоть он и отметил, что их выполнение всё равно может быть достаточно весёлым) и то, что речь героев не синхронизирована с их ртами. Также ему не понравились однообразные фразы, произносимые героями при вождении автомобилем. В завершении рецензент посоветовал купить игру всем тем, кто любит Симпсонов.
Сайт Game Indusry News поставил игре 4,5 балла из 5. Рецензент назвал игру «самой забавной игрой всех времён». Ему понравилось визуальное оформление игры и саундтрек, «подходящий каждому персонажу». Единственный недостаток, отмеченный обозревателем — проблемы с игровой камерой при передвижении без автомобиля.
Ресурс Game Chronicles поставил игре 8 баллов из 10. Обозревателю понравился саундтрек, переход от двухмерного окружения к трёхмерному. Было отмечено, что даже после нахождения всех секретов в игру все равно интересно играть. Главным минусом обозреватель назвал частые проблемы с камерой, которые могут помешать выполнению некоторых «пешеходных» миссий. В завершении рецензии он отметил, что «игра не идеальна, но чертовски хороша».

### Обзоры игры в русскоязычной прессе
Крупнейший русскоязычный портал игр Absolute Games поставил игре 85 %, отметил хорошую физику автомобилей и назвал игру "привлекательной вариацией на тему GTA3 и настоящей классикой для всех любителей «Симпсонов». Критика была направлена в сторону ограниченных диалогов и трёхмерной графики, которая по мнению обозревателя выглядит «так же кошмарно, как и в одной из хэлоуиновских серий» и для которой нужно время, чтобы привыкнуть.
Русскоязычный сайт об играх GameGuru поставил игре общую оценку в 72 %. Ресурс назвал The Simpsons: Hit & Run «высококачественным и интересным продуктом», также отметив в минусах игры, что «придраться не к чему».
В обзоре игры сайт OGL.ru отметил то, что игра представляет собой «помесь аркады типа Rayman и гонок». Обозревателю понравились «необычное меню, увлекательный геймплей игры и нестандартная реализация идеи».
Игровой сайт game24.ru поставил игре оценку в 7,4 балла из 10. В плюсы были записаны интерактивный Спрингфилд, полное сходство с оригинальным сериалом, большое количество бонусов и динамичный геймплей. Вместе с тем обозревателю не понравились однообразность миссий и музыкальное сопровождение игры.
В короткой рецензии сайта fcenter.ru, преимущественно состоящей из скриншотов из игры, обозревателю не понравился ИИ, управляющий автомобилями на дороге. Были отмечены проблемы с камерой, возникающие при использовании мыши. В завершении рецензент сказал, что не понимает, для чего нужно было «собирать команду актеров, прорисовывать местность, героев», если игра представляет собой обычные гонки.

### Награды игры
В 2004 году The Simpsons: Hit & Run выиграла премию за лучшую игру года на церемонии Nickelodeon Australian Kids' Choice Awards.
Русскоязычный ресурс Absolute Games вручил игре награду «Наш Выбор».

### Продажи игры
В июне 2004 года американская газета Los Angeles Times опубликовала информацию о том, что по всему миру было продано более одного миллиона копий The Simpsons: Hit & Run.
Последняя на сегодняшний день информация о продажах игры была опубликована в американском журнале BusinessWeek — на 2007 год игра была продана в количестве более трёх миллионов копий.